# Ableros
Ableros (altgriechisch Ἄβληρος Áblēros) ist ein trojanischer Kämpfer der griechischen Mythologie.
In Homers Ilias wird er während des Trojanischen Krieges von Nestors Sohn Antilochos getötet. Von Tzetzes wird er in der Posthomerika Auleros (Αὔληρος Aúlēros) genannt.

## Nachweise
1. ↑  Homer, Ilias 6,32
2. ↑  Tzetzes, Posthomerika 117